# Rhagoletis acuticornis
Rhagoletis acuticornis
 es una especie de insecto del género Rhagoletis de la familia Tephritidae del orden Diptera. Steyskal la describió en el año 1979.